# Acacia kochii
Acacia kochii är en ärtväxtart som beskrevs av Alfred James Ewart och Jean White. Acacia kochii ingår i släktet akacior, och familjen ärtväxter. Inga underarter finns listade i Catalogue of Life.